# 踢马河

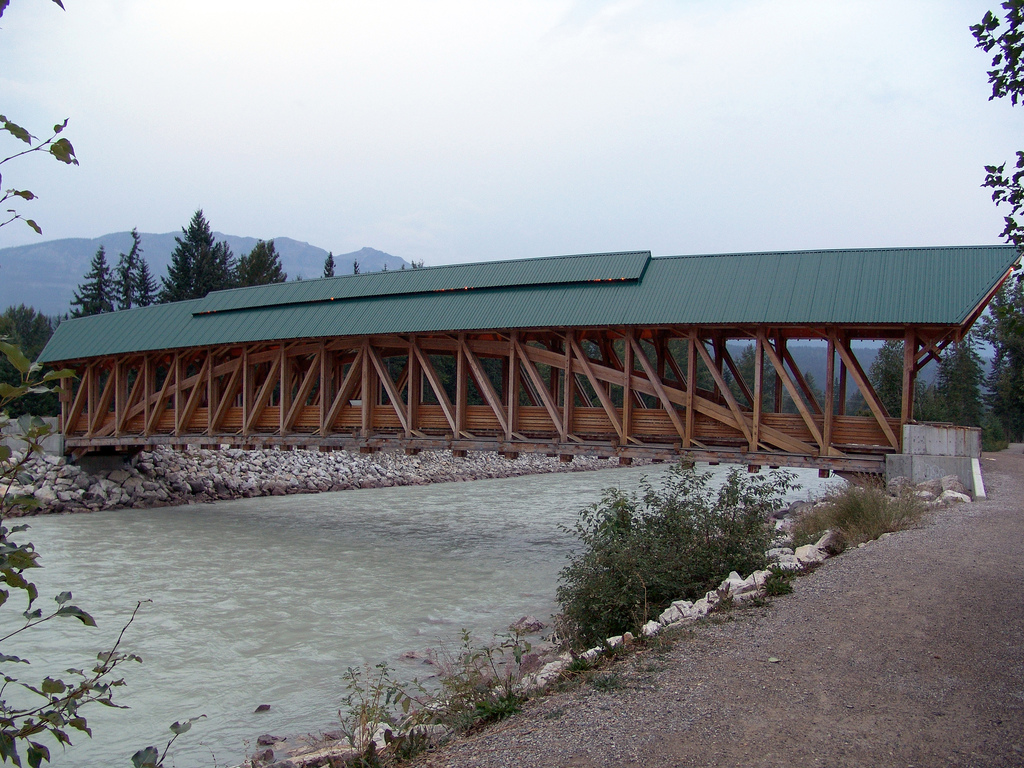
踢马步行桥

踢马河（英語：Kicking Horse River）是位于加拿大卑诗省加拿大落基山脉东南部的河流，在1858年命名。1880年代的加拿大太平洋鐵路打通了隧道连接了弓河和踢马河。